# Blancaneu: La veritable història
Blancaneu: La veritable història (títol original en anglès, Snow White: A Tale of Terror) és una pel·lícula fantàstica de terror gòtic estatunidenca del 1997 basada en el conte de La Blancaneu i els set nans. Fou dirigida per Michael Cohn i protagonitzada per Sigourney Weaver, Sam Neill i Monica Keena. Fou estrenada a Showtime el 24 d’agost de 1997. Ha estat doblada al català.

## Argument
Mentre Lord Frederick Hoffman i la seva dona embarassada Lilliana viatgen cap a casa en carruatge pel bosc, se'ls acosta una manada de llops que ataquen tant els cavalls com el cotxer. En el caos, Lilliana és ferida de mort i entra en part; a instàncies de la seva dona moribunda, Frederick fa una cesària de mala gana per salvar la seva filla no nascuda.
Anys més tard, la jove Lilli Hoffman, que porta el nom de la seva difunta mare, juga entremaliadament als terrenys de la finca Hoffman. Frederic es torna a casar amb una dona noble anomenada Lady Claudia. Malgrat l'amabilitat de la Clàudia amb ella, Lilli està ressentida amb la seva nova madrastra, ni tan sols agraint a la Clàudia el regal d'un cadell de rottweiler]. La nit de noces dels Hoffman, la Lilli fuig de la seva mainadera i s'amaga sota el llit de la Claudia. Mentre buscava la Lilli, la mainadera és assassinada misteriosament per una força invisible quan mira l'ornamentat mirall de l'armari de la Claudia, que va ser transmès de la seva mare, una practicant de la bruixeria.
Nou anys més tard, Lilli s'ha convertit en una dona jove bonica però egocèntrica. Encara està ressentida amb la Claudia, ara embarassada del seu primer fill, malgrat els seus millors esforços per ser amable amb la Lilli. Els Hoffman fan un ball per celebrar l'imminent naixement del fill de Frederick i Claudia. La Claudia li regala a la Lilli una bata per portar-la al ball que li va pertànyer de petita. La Lilli rebutja el regal i es rebel·la fent servir un dels vestits de la seva pròpia mare al ball, dirigint l'atenció de tots els convidats cap a ella i allunyant-se de la Clàudia. En Frederick primer es sorprèn, després es complau amb l'evocació de la seva mare per part de la Lilli. Mentre les dues ballen, una Claudia, ferida i gelosa, es posa tan angoixada que comença a patir prematurament i dona a llum un nen mort. El doctor Peter Gutenberg, el metge dels Hoffman, informa a Frederick que la mort ha fet que Claudia sigui infèrtil. Consternada, aviat es veu corrompuda pel poder del mirall i jura venjar-se de la Lilli.
L'endemà al matí, una Lilli, arrepentida i simpàtica, intenta fer les paus amb la Claudia, que sembla que la perdona. El doctor Gutenberg es proposa a Lilli, que accepta feliç; va a demanar el consentiment del seu pare. Mentre l'espera, s'enfronta al germà mut de la Clàudia, Gustav, que intenta matar-la per ordre de la Clàudia, però ella s'escapa al fons del bosc. Aleshores, Gustav recorre a matar un senglar i presenta el seu cor a la Clàudia, que li ordena que col·loqui la resta de les restes a l'olla destinada al sopar dels Hoffman, que després menja amb malvat gust. Tanmateix, quan tos la sang del senglar, s'adona que Gustav li ha fallat. Enfurismada per la seva traïció, ella embruixa Gustav, la qual cosa fa que tingui horribles al·lucinacions que el porten al suïcidi. Frederick i la família busquen Lilli al bosc, però Frederick cau del seu cavall i queda ferit.
Mentrestant, la Lilli és trobada per set minaires durs i combatius, liderats per Will, que la prenen de mala gana sota la seva ala. Un d'ells intenta violar Lilli, però Will l'atura i l'expulsa. La Claudia fa un altre atemptat a la vida de la Lilli utilitzant bruixeria per aixafar-la a les mines, però la Lilli s'escapa i un dels miners, Gilbert, és assassinat. El doctor Gutenberg torna al castell per trobar-lo gairebé abandonat, tret de la Clàudia, que, en un intent de desfer-se d'ell, el sedueix i li suplica que trobi la Lilli.
La Clàudia torna a utilitzar la bruixeria per enganyar la Lilli fins a la seva mort convocant un vental per derrocar els arbres i aixafar-la fins a la mort. La Lilli està gairebé aixafada quan intenta salvar en Lars, un dels miners, però Will la porta a un lloc segur i Lars és assassinat. Un dels miners, Scar, veu un corb que els havia estat seguint i el mata esprés d'adonar-se que estava embruixat. Sota la influència del mirall, la Claudia decideix tractar amb la Lilli i se centra a ressuscitar el seu fill mort en un ritual que obliga a "robar la llavor del pare i banyar el nen amb la sang del pare". Aleshores es dirigeix cap a la cambra del ferit Frederick i el viola. Al bosc, mentre els quatre miners restants ploren les seves pèrdues, Lilli s'adona de les cicatrius de Will, infligides pels crosats. Se n’adonen que s'ah enamorat i comparteixen un petó.
La Clàudia es disfressa de vella i converteix el cor eviscerat del seu germà en una poma enverinada. Transportada al refugi de Lilli, l'enganya perquè accepti la poma, cosa que la posa en un estat de mort. Will troba la Lilli aparentment morta a terra per una mossegada de poma. El doctor Gutenberg finalment els troba i lamentablement la declara morta. Els miners la col·loquen en un taüt de vidre i es preparen per enterrar-la. Will s'adona que els seus ulls s'han obert i treu el cos de la Lilli del taüt, sacsejant-la mentre fa que respiri, desallotjant el tros de poma que li havia quedat enganxat a la gola. Al castell, la Clàudia porta Frederic a la capella, el lliga a un crucifix i el suspèn cap per avall, preparant-se per exsanguinar-lo per completar la resurrecció del seu fill.
Gutenberg porta la Lilli de tornada al castell per aturar la Claudia i rescatar en Frederick, seguit de Will. En arribar, descobreixen que tota la llar ha estat posada sota un encanteri, fent-los insensats i salvatge. Troben Frederick feble i delirant, que creu que Lilli és un fantasma, i Will el porta fora a un lloc segur. La Claudia mata Gutenberg empenyent-lo per una finestra.
Aleshores, la Lilli troba la Claudia bressolant el seu nadó acabat de reviure, però feble. Ambdues s'enfronten en una baralla, durant la qual la Claudia xoca el cap de la Lilli contra un mirall i li talla sàdicament la cara amb un dels fragments. Quan la Lilli incendia l'habitació per accident, la Claudia es distreu pels crits d'angoixa del seu fill. Això permet a la Lilli agafar un punyal i clavar-lo al mirall, ferint tant la Clàudia com el seu reflex. La Clàudia treu la daga del mirall i s'horroritza en veure com la seva aparença es transforma en la d'una dona gran. Aleshores el mirall s'esquerda i explota; uns fragments de vidre van volant a la cara de la Clàudia, fent-la que accidentalment retrocedeixi al camí del foc, incendiant-la. Mentre la Clàudia crida i s'agita impotent per l'habitació, cau sobre el llit en flames proper, que s'estavella sobre ella i la mata. Aleshores, Lilli s'uneix a Will i Frederick fora. El seu pare finalment arriba i està encantat de tornar-la a veure. La pel·lícula acaba amb la neu que cau sobre el trio.

## Repartiment
- Sigourney Weaver com a Claudia Hoffman
- Sam Neill com a Frederick Hoffman
- Monica Keena com a Lilli Hoffman
- Gil Bellows com a Will
- David Conrad com a Peter Gutenberg
- Miroslav Táborský com a Gustav
- Brian Glover com a Lars
- Andrew Tiernan com a Scar
- Anthony Brophy com a Rolf
- Chris Bauer com a Conrad
- Frances Cuka com a Nannau
- Bryan Pringle com el pare Gilbert
- Taryn Davis com a Little Lilli
- Joanna Roth com a Lilliana
- John Edward Allen com a Bart
- Dale Wyatt com a criada Ilsa

## Producció
L'any 1995, David Conrad va rebre una oferta per interpretar "un príncep encantador" a Snow White in the Black Forest, en el seu últim any al programa de postgrau de teatre a la Juilliard School. El rodatge de la pel·lícula va començar el 1995 a ubicacions de Praga, Estudis Barrandov, i als castells de la República Txeca Kost, Dobřichovice, Pernštejn i Valdek. El parc Stromovka fou usat com la Foresta Negra. S'ha informat que el rodatge va continuar el maig de 1996.

## Recepció crítica
Al lloc web de l'agregador de ressenyes Rotten Tomatoes, el 55% de les crítiques d'11 crítiques són positives, amb una valoració mitjana de 5,9/10. Sheri Linden, escrivint per a Variety, va descriure la trobada de Lilli amb els miners (una al·lusió als set nans) com a "un dibuix animat de qualitat que evoca un desgraciada comparació amb els set nans de Disney. Se suposa que hem de simpatitzar amb aquests tipus deformes i desordenats com a víctimes dels croats i d'una societat intolerant, però ni tan sols el seu líder (Gil Bellows), de qui Lilli s'enamora, cobra vida com un personatge plenament realitzat."

### Premis
- Nominada — 3 Premis Primetime Emmy[11]
  - Actriu principal destacada en una minisèrie o una pel·lícula: Sigourney Weaver
  - Disseny de vestuari excepcional per a una minisèrie o una pel·lícula: Marit Allen, Charles Knode
  - Maquillatge destacat per a una minisèrie, pel·lícula o un especial: Ann Brodie, Linda DeVetta
- Nominat — 1 Screen Actors Guild Award
  - Actuació destacada d'una actriu femenina en una pel·lícula de televisió o minisèrie: Sigourney Weaver
- Nominat — 1 Premi Saturn
  - Millor presentació de televisió: Blancaneu: una història de terror
- Nominat — 1 Premi American Society of Cinematographers
  - Assoliment destacat en cinematografia a les pel·lícules de la setmana/Pilots: Mike Southon
- Nominat — 1 Premi CableACE
  - Cinematografia en una pel·lícula o minisèrie: Mike Southon

## Mitjans domèstics
Blancaneu: La veritable història es va publicar inicialment en VHS, així com una edició DVD als Estats Units el 25 d'agost de 1998 a través de Polygram. Va ser reeditat en DVD per Universal Home Entertainment el 13 d'agost de 2002, que contenia il·lustracions idèntiques a l'edició anterior i, més recentment, l'1 de maig de 2012 per Universal, que conté obres d'art recentment encarregades. Universal va editar un DVD multipack que inclou la pel·lícula (amb Darkman II: The Return of Durant i Firestarter 2: Rekindled).
Al Regne Unit, Universal Home Entertainment va estrenar la pel·lícula en format VHS l'1 de juny de 1998, mentre que un VHS reeditat va estar disponible a través d'Universal a partir del 17 de setembre de 2001. La pel·lícula s'ha emès dues vegades en DVD per Universal Home Entertainment al Regne Unit, amb la primera el 6 de febrer de 2006, i una versió posterior que conté obres d'art noves el 14 de maig de 2012. Totes les edicions d'Universal ja estan exhaurides, ja que la distribuïdora Fabulous Films adquireix actualment els drets de propietat per a la seva distribució al Regne Unit. Fabulous va estrenar la pel·lícula el 4 d'abril de 2016 en DVD, i per primera vegada a qualsevol país, en format Blu-ray el 4 de juliol de 2016.
La pel·lícula també està disponible per llogar o comprar a Amazon Video.
La pel·lícula finalment fou estrenada en Blu-ray als Estats Units per primera vegada el 6 d'octubre de 2020 per Mill Creek Entertainment. El disc no conté cap característiques especials.